# Euphorbia denisiana
Euphorbia denisiana ist eine Pflanzenart aus der Gattung Wolfsmilch (Euphorbia) in der Familie der Wolfsmilchgewächse (Euphorbiaceae).

## Beschreibung
Die sukkulente Euphorbia denisiana wächst als kleiner Strauch und erreicht eine Höhe von bis zu 50 Zentimeter. An den achtkantigen Trieben stehen die lanzettlichen Blätter in Rosetten an den oberen Triebenden. Sie werden 7 Zentimeter lang und 4 Zentimeter breit. Die Blattunterseite ist weißlich grün gefärbt und die Blattbasis verschmälert sich zu einem bis 3 Zentimeter langen Blattstiel. Die in Borsten aufgelösten Nebenblätter sind in acht lockeren Reihen spiralig angeordnet.
Es werden sehr viele Cymen ausgebildet, die ein- bis zweifach gegabelt sind. Die Cyathien sind klein. Es werden vier bis fünf, elliptische Nektardrüsen ausgebildet, die gelblich gefärbt sind. Der Fruchtknoten ist stumpf gelappt. Über die Früchte und den Samen ist nichts bekannt.

## Verbreitung und Systematik
Euphorbia denisiana ist endemisch auf Madagaskar verbreitet. Der genaue Fundort ist nicht bekannt, wird aber in den Ankarana Bergen vermutet.
Die Art steht auf der Roten Liste der IUCN und gilt als gefährdet (Vulnerable).
Die Erstbeschreibung der Art erfolgte 1929 durch André Guillaumin.